# سعود الدوسري
سعود الدوسري (24 سبتمبر 1968 - 7 أغسطس 2015)، إعلامي سعودي ولد في مدينة الدلم في محافظة الخرج، وهو أخ غير شقيق لوزير العمل السعودي مفرج الحقباني. شارك في تقديم العديد من البرامج التلفزيونية منها: برامج سمر حتى السهر - ليلة خميس - فنون - جار القمر - ليلكم فن - من الرياض - نقطة تحول - حنين - تستاهل - خبايا - أهم عشرة - ليطمئن قلبي، حصل عام 2010 على جائزة جوردون أووردز كأفضل مذيع عربي، وتوفي في باريس بنوبه قلبية في تاريخ 7 أغسطس 2015. وتمت الصلاة عليه ودفنه في مقبرة أم الحمام شمال الرياض بتاريخ 9 أغسطس 2015.

## عمله
- بدأ حياته الإعلامية في إذاعة القرآن كمتعاون في قراءة نشرات الأخبار في نهاية الثمانينات ميلادية وكان طالباً وقتها في الجامعة ثم مالبث حتى تعين رسمياً في إذاعة الرياض وكان مذيعاً لنشرة الاخبار لم يدم طويلاً حتى انتقل إلى مركز الشرق الأوسط تحديداً إذاعة mbc fm في لندن عام 1994 أيضاً كمذيع لنشرة الأخبار كان نشاطه مقصورا على نشرات الأخبار والبرامج السياسية لكنه كان يحب الفن ويمتلك صوتاً رائعاً في قراءة الأشعار وبالمصادفة قدم برنامجاً فنياً على الهواء نجح ذلك البرنامج ومن هنا بدأ التحول في مسيرته من مذيع لنشرة الأخبار إلى مذيع برامج فنية وشعرية فقدم على إذاعة mbc fm برنامجين (سمر حتى السهر وليلة خميس) إلى جانب الاعلامي أحمد الحامد
- حصل على أكبر عدد من المستمعين. من بعدها واصل في مجال الإعلام ولكن عبر الشاشة المرئية شاشة إم بي سي فقدم من خلالها البرنامج الصباحي صباح الخير ياعرب عام 1995، كما شارك في تقديم تقارير وقراءة النشرات الإخبارية على قناة إم بي سي 1. وبسبب استغناء إم بي سي عنه في البداية بعد خطأ فادح ارتكبه مع ضيفه في البرنامج الفنان محمد عبده (فنان) الأمر الذي جعل الأخير يغلق الخط أثناء استضافته عبر الإذاعة لينتقل إلى محطة أوربت عام 1996 انتقل إلى شبكة أوربت الفضائية ليجسد على متنها فصولاً جديدة من حياته الإعلامية الناجحة حيث قدم مجموعة من البرامج المباشرة من ضمنها برنامج «حنين» الذي يسلط الضوء على الفنانين العرب ضمن مقابلات شخصية، وبرنامج «ليلكم فن» المباشر من القاهرة.
- بعدها عاد إلى الرياض ليقدم برنامج التوك شو من الرياض إلى جانب الإعلامية المميزة إيمان المنديل أيضاً أبرز قدرة كبيرة على استضافة ومحاورة كافة شرائح المجتمع من وجهاء ومسؤولين وفنانين وغيرهم وبعد هذا البرنامج نهاية مشواره في شبكة أوربت الفضائية.
- في عام 2008، عاد سعود إلى المحطة الأم لينضم مجددا إلى أسرة مجموعة mbc. ويعتبر سعود عودته إلى مجموعة mbc نقلة موفقة ومدروسة، وهي بمثابة الفرصة الثمينة للعمل مع زملائه الطموحين والمحترفين الذين يقدمون لمشاهدي إم بي سي أفضل ما لديهم. وهو فخور بكونه فردا في المجموعة التي ترعى قناة إم بي سي 1 الذي يعتبرها أهم وأفضل قناة تلفزيونية عربية.
- خلال مشواره الإعلامي، أثبت سعود قدرته على كسب محبة الجمهور العربي من خلال برامجه المتنوعة التي قدمها، مما خوله للحصول على جائزة أفضل مذيع عربي عام 1995 من إحدى المجلات.وفي عام 2010 حصل على جائزة جوردون أووردز كأفضل مذيع عربي
- قدم عدة برامج على قناة إم بي سي منها برنامج نقطة تحول والذي كان له عدة لقاءات مع عدد من الشخصيات المشهورة أمثال سلمان العودة وأحمد الشقيري (داعية إسلامي) والأمير بدر بن عبد المحسن بن عبد العزيز آل سعود واللاعب ياسر القحطاني.
- ثم بعد ذلك قدم برنامج  تستاهل  وهو برنامج ثقافي شعبي تعتمد فكرته على تقديم خدمة إنسانية لأحد الأشخاص من خلال الإجابة على الأسئلة المقدمة للضيف.
- آخر برامجه كانت برنامج ليطمئن قلبي  على روتانا خليجية في رمضان 2015 واستضاف فيه بشكل يومي الداعية والمفكر عدنان إبراهيم

## وفاته
توفي سعود الدوسري في يوم الجمعة 22 شوال 1436هـ الموافق 7 أغسطس 2015 بباريس إثر نوبة قلبية، ونقل جثمانه إلى الرياض وصُلّيَ عليه في يوم الأحد 24 شوال 1436 هـ الموافق 9 أغسطس 2015 بجامع الملك خالد بأم الحمام ودفن في مقبرة أم الحمام شمال الرياض.

## برامجه
- برنامج سمر حتى السهر
- برنامج ليلة خميس
- برنامج جار القمر
- برنامج حنين
- برنامج ليلكم فن
- برنامج التوك شو من الرياض
- برنامج نقطة تحول
- برنامج خبايا
- برنامج تستاهل
- برنامج أهم عشرة
- برنامج ليطمئن قلبي

## جوائزه
جائزة أفضل مذيع عربي عام 1995.
جائزة جوردون أووردز عام 2010.